# Astrid Lindgren
Astrid Anna Emilia Lindgren, ex-Ericsson, (Vimmerby, 14 de novembro de 1907 — Estocolmo, 28 de janeiro de 2002) foi uma autora sueca de literatura infantil, com livros traduzidos em 85 idiomas em mais de 100 países.

## Biografia
Astrid Lindgren cresceu numa fazenda em Småland na Suécia  e muitos de seus livros são baseados em sua família e memórias de infância. Todavia, Píppi Meialonga, sua personagem mais famosa, foi inventada originalmente para entreter sua filha Karin de 7 anos, que estava acamada.
Em 1944, ela ficou em segundo lugar numa competição organizada pela recém-fundada editora Rabén & Sjögren com seu romance denominado Britt-Marie lättar sitt hjärta (Britt-Marie desafoga seu coração). Um ano mais tarde, ela ganhou o primeiro prêmio na mesma competição com o livro infantil Pippi Långstrump (Píppi Meialonga), o qual desde então transformou-se num dos mais amados livros infantis de todo o mundo. Ela havia anteriormente enviado o livro para a editora Bonniers, que o rejeitou. Embora Lindgren tenha se tornado quase imediatamente uma escritora grandemente apreciada, sua atitude irreverente perante a autoridade dos adultos, que é uma característica marcante de muitos de seus personagens, atraiu ocasionalmente a ira de alguns conservadores.
A revista feminina Damernas Värlimilo enviou Lindgren aos Estados Unidos em 1948 para escrever crônicas. Quando de sua chegada, diz-se ter ela se surpreendido pela discriminação contra os afro-americanos. Alguns anos mais tarde, ela publicou o livro Kati in America, uma coleção de crônicas baseadas em sua viagem.
Em 3 de março de 1976, sentindo-se prejudicada pela altíssima carga tributária sueca, ela publicou uma crônica intitulada "Pomperipossa in Monismania" no jornal Expressen. O texto provocou um acirrado debate durante a eleição parlamentar no mesmo ano e acarretou a queda do governo social-democrata pela primeira vez em 40 anos.

Astrid Lindgren também tornou-se conhecida por seu apoio aos direitos das crianças e dos animais e por sua oposição à punição corporal. Em 1958, ela tornou-se a segunda ganhadora do Prêmio Hans Christian Andersen, um galardão internacional da literatura infanto-juvenil. 

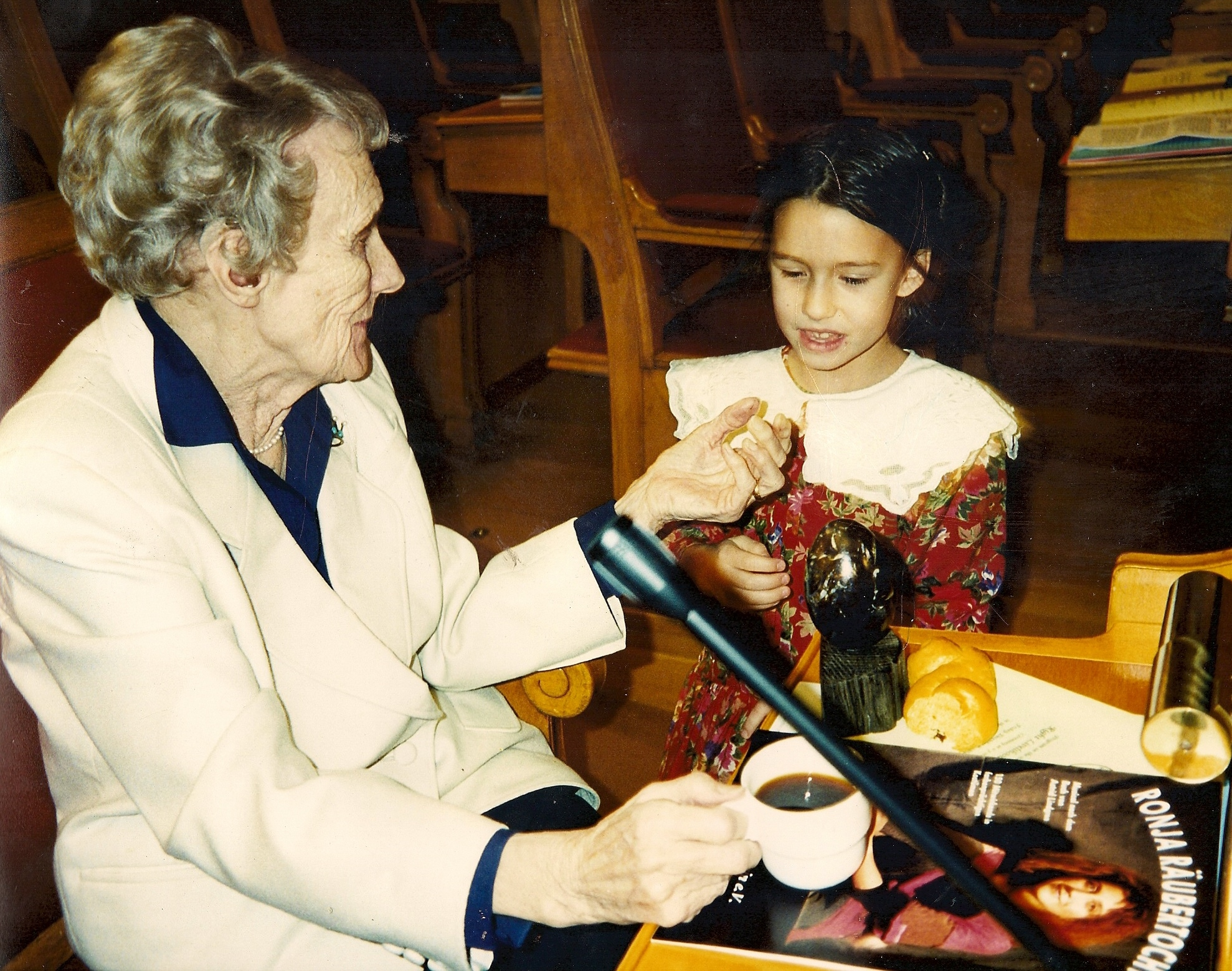
Astrid Lindgren, em 1994, recebe o Prêmio Nobel Alternativo. Na mesa o prêmio e um programa do musical "Ronja, filha de ladrão", que o compositor Axel Bergstedt escreveu no mesmo ano.

Em 1994, ela recebeu o Prêmio Right Livelihood (também conhecido como "Prêmio Nobel Alternativo"), "…por sua dedicação à justiça, não-violência e compreensão das minorias, bem como seu amor e cuidado pela natureza", no parlamento da Suécia. Em seu 90º aniversário, ela foi proclamada "Personalidade do Ano" na Suécia, por um programa de rádio.
Após sua morte em 2002, aos 94 anos de idade, o governo sueco instituiu o Prêmio Astrid Lindgren em sua memória. O prêmio é a maior recompensa financeira em todo mundo para livros de literatura infanto-juvenil, num montante de cinco milhões de coroas (cerca de R$ 1,5 milhão).
O nome do micro-satélite sueco Astrid 1, lançado em 24 de janeiro de 1995, foi originalmente escolhido como um nome feminino sueco comum, mas em pouco tempo, ficou decidido que os instrumentos seriam batizados com nomes de personagens dos livros de Astrid Lindgren: PIPPI (Prelude in Planetary Particle Imaging), EMIL (Electron Measurements - In-situ and Lightweight) e MIO (Miniature Imaging Optics). Fazendo um trocadilho, Astrid teria dito que as pessoas poderiam chamar o satélite de Astreoid Lindgren.
A coleção dos manuscritos originais de Astrid Lindgren na Kungliga Biblioteket, em Estocolmo, foi adicionada à lista de herança cultural da UNESCO em 2005.

## Personagens famosas
Entre as personagens criadas por Astrid Lindgren, estão:
- Pippi Långstrump (Píppi Meialonga ou Pipi das Meias Altas)
- Ronja Rövardotter (Ronja, filha de ladrão)
- Emil i Lönneberga (Emílio de Lonneberga)
- Bröderna Lejonhjärta

E ainda:
- Nils Karlsson Pyssling
- Karlsson på taket
- Madicken
- Rasmus på luffen
- Lotta på Bråkmakargatan
- Tjorven
- Mio min Mio

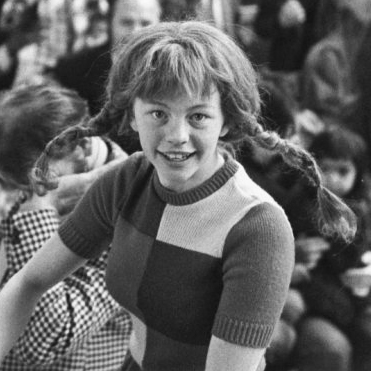
Pippi Långstrump na Holanda
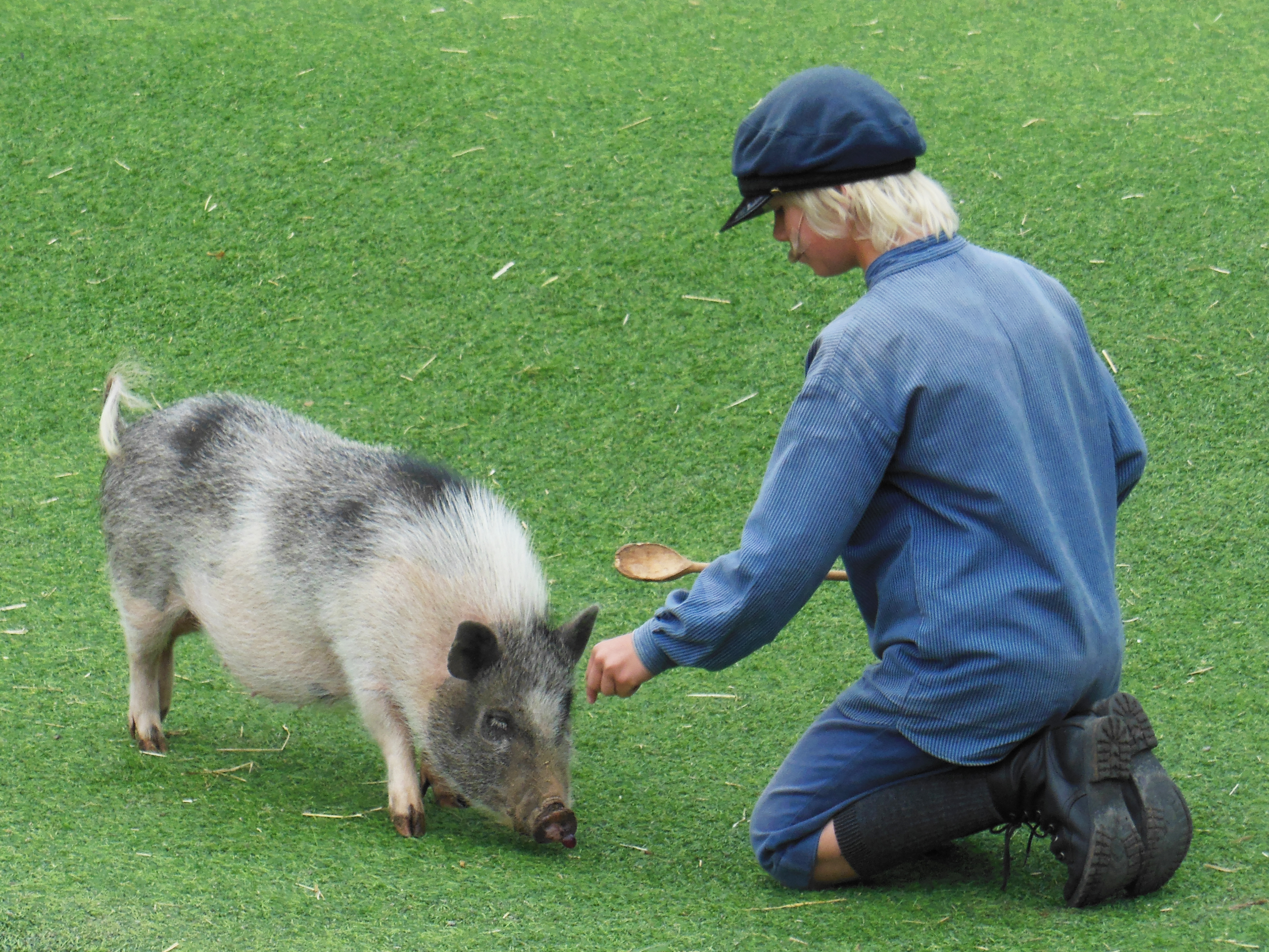
Emílio no Mundo de Astrid Lindgren, em Vimmerby
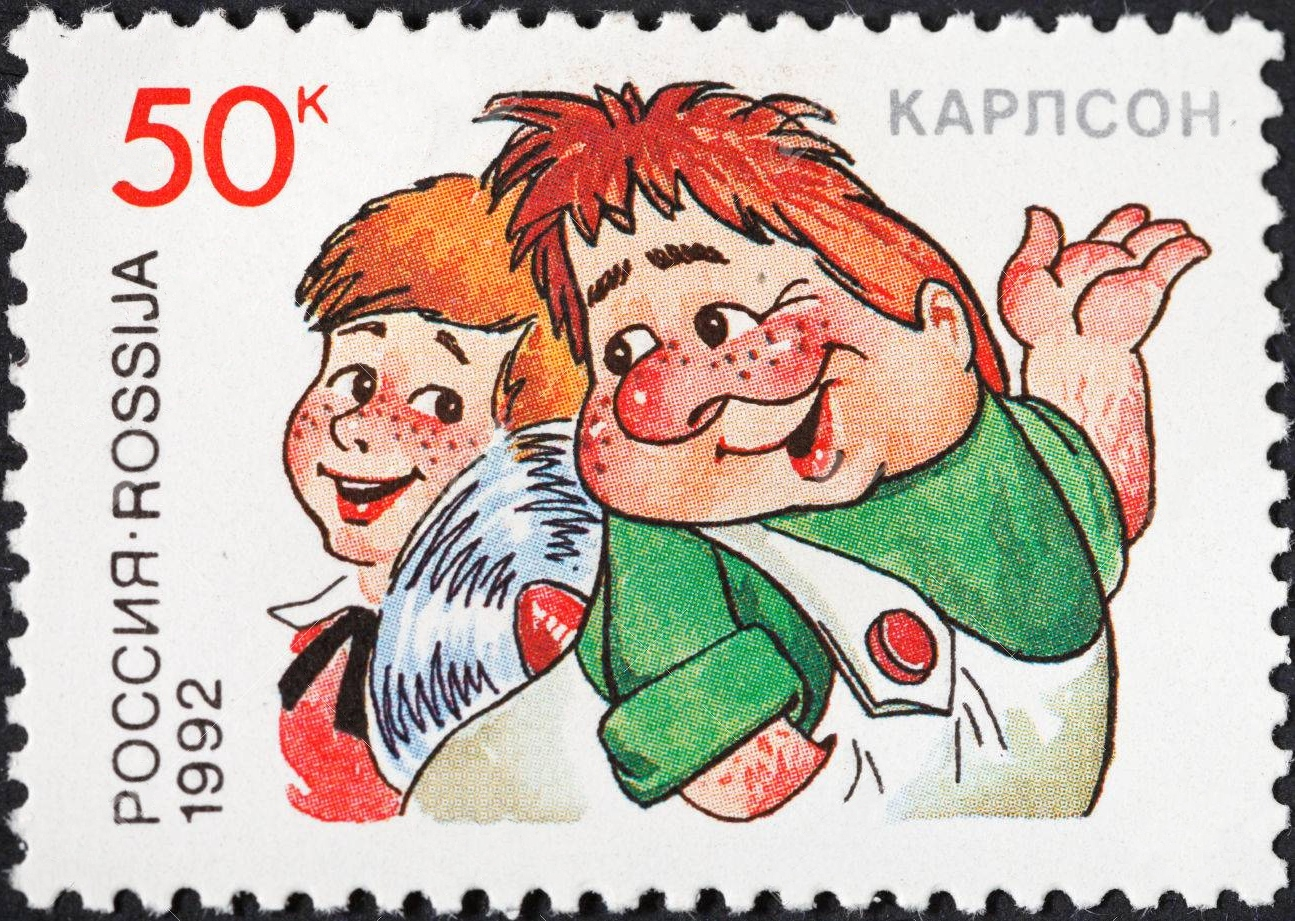
Karlsson på taket num selo russo
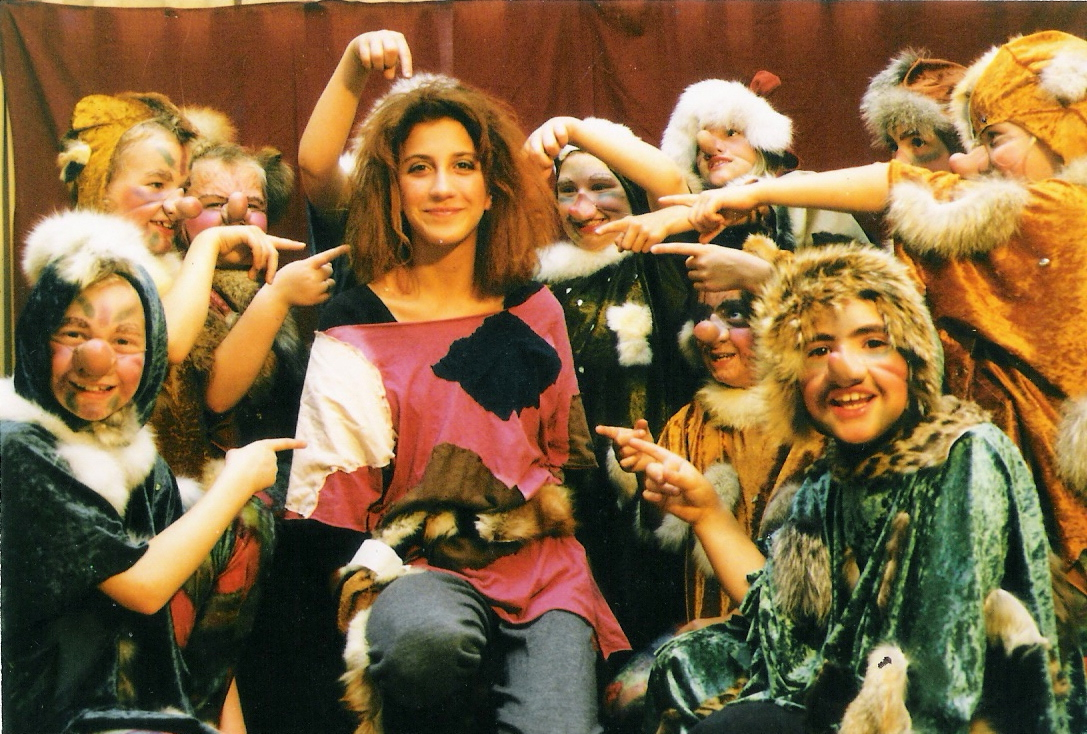
Ronja, filha de ladrão num espetáculo alemão

## Prémio Memorial Astrid Lindgren
O Prémio Memorial Astrid Lindgren (em sueco Litteraturpriset till Astrid Lindgrens minne) é um prémio literário criado em 2002 e concedido anualmente pelo Governo Sueco através do Conselho Nacional da Cultura (Statens kulturråd).
Como o nome indica, a inspiradora deste prémio é a escritora sueca Astrid Lindgren.